# アメリカ国立がん研究所
国立がん研究所（こくりつがんけんきゅうじょ、英: National Cancer Institute; 略称: NCI）とは、アメリカ合衆国の国立衛生研究所 (NIH) の一部であり、保健福祉省公衆衛生局を構成する8つの機関のうちの1つ。メリーランド州ベセスダに本部が、同州フレデリックのフォート・デトリックにNCI-Frederickが置かれている。NCIは組織内部に大きな研究プログラムを持つだけでなく、米国内のがん研究者に対する助成も積極的に行っている。また、米国の対がん戦略である国家がんプログラム (National Cancer Program) を調整する役割がある。

## 抗癌剤開発との関わり
NCIは、米国における抗がん剤開発の多くに関与している。FDAによって承認された医薬品について1996年にNCIが調査した結果、1995年末までに承認された抗癌剤の3分の2がNCI主導で臨床試験開始届が出されたものであった。
以下にNCIが開発に関与した抗癌剤を挙げる。
（※ カッコ内はFDAで承認された年、英字は日本で未承認の薬剤。）
アルキル化剤
- Chlorambucil (1957)
- シクロホスファミド (1959)
- チオテパ (1959)
- メルファラン (1959)(1993)
- Streptozotocin (1982)
- イホスファミド (1988)

代謝拮抗剤
- メルカプトプリン (1953)
- メトトレキサート (1953)
- Thioguanine (1966)
- シタラビン (1969)
- Floxuridine (1970)
- リン酸フルダラビン (1991)
- ペントスタチン (1991)

シクロホスファミド

- Chlorodeoxyadenosine (1992)

植物性アルカロイド、抗生物質
- ビンクリスチン (1963)
- アクチノマイシンD (1964)
- Mithramycin (1970)
- ブレオマイシン (1973)
- ドキソルビシン (1974)
- マイトマイシンC (1974)
- L-アスパラギナーゼ (1978)
- ダウノマイシン (1979)
- エトポシド (1983)
- Teniposide (1992)
- パクリタキセル (1992)

合成薬
- ヒドロキシカルバミド (1967)
- プロカルバジン (1969)
- ミトタン (1970)
- ダカルバシン (1975)
- Lomustine (1976)
- Carmustine (1977)
- シスプラチン (1978)
- ミトキサントロン (1988)

- カルボプラチン (1989)
- Levamisole (1990)

ビンクリスチン

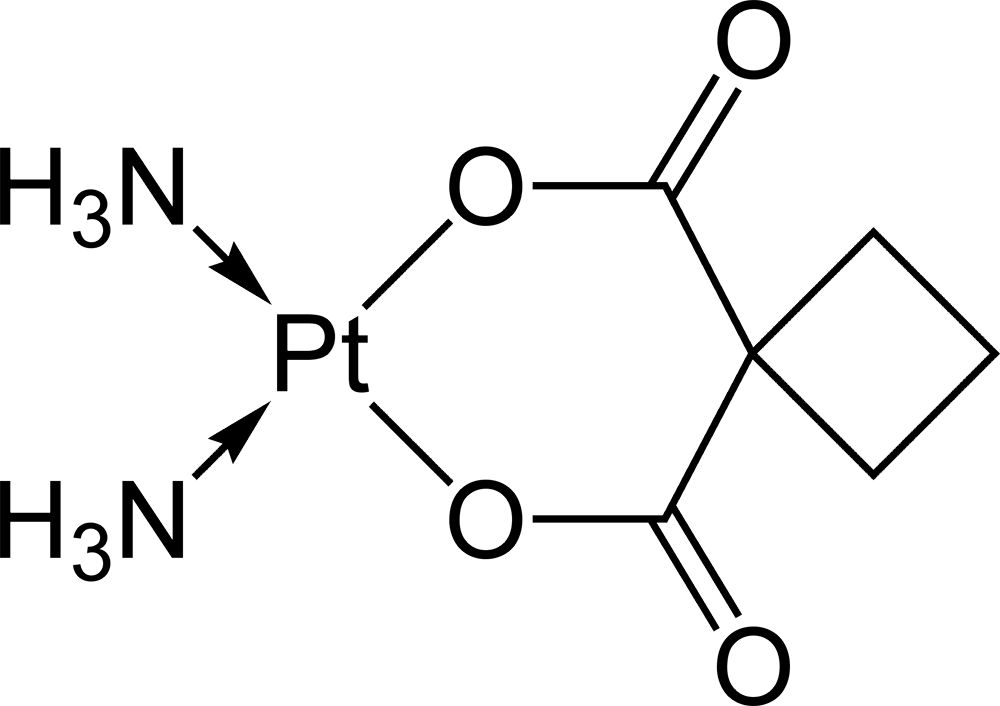
カルボプラチン

- Hexamethylmelamine (1990)
- トレチノイン (1995)
- Porfimer sodium (1995)

ステロイドなど
- DES (1950)
- プレドニゾン (1953)
- Fluoxymesterone (1958)
- Dromostanolone (1961)
- Testolactone (1970)
- メチルプレドニゾロン
- プレドニゾロン
- ゴセレリン (1989)

生物製剤
- インターフェロンα (1986)
- BCG (1990)
- G-CSF製剤 (1991)
- GM-CSF製剤 (1991)
- Interleukin 2 (1992)

また、NCIは、ジドブジン、ジダノシン、zalcitabine（ddC）などのHIV治療薬の開発にも関与している。